# 有斐閣ブックス
有斐閣ブックス（ゆうひかくブックス）とは有斐閣から出版されている叢書。
1975年から刊行が始まった重圧で本格的な内容を軽快なソフトカバーに収めている大学テキスト向けの叢書。大学1年生のオリエンテーションから、大学院を目指す人の高度な体系書までを含む種類が出版されている。
政府刊行物などの出版も取り扱っている。

## 脚註
1. ↑  有斐閣ブックスホームページ　2013年6月10日閲覧
2. ↑  サイトトップ 政府刊行物 私たちの国際経済 第3版 有斐閣ブックス　全国官報販売協同組合